# Alexanderkerk (Warschau)
Alexanderkerk (Pools: Kościół św. Aleksandra) is een rooms-katholieke kerk in de Poolse hoofdstad Warschau. De kerk is gelegen aan het Plac Trzech Krzyży (Drie Kruizenplein).

## Geschiedenis
Op het plein vormt de Alexanderkerk het middelpunt en vroeger kwamen de wegen bij elkaar die van uit de huidige stadswijken Ujazdów, Solec en Mokotów naar Warschau voerden.
In 1818 begon men met de bouw van de kerk ter gelegenheid van de intocht van Russische tsaar Alexander I en zijn kroning tot koning van Polen. Architect Chrystian Piotr Aigner liet zich inspireren bij de bouw door het Pantheon in Rome. Tussen 1886 en 1895 werd de kerk door Józef Pius Dziekoński in neorenaissance stijl herbouwd. Van de oorspronkelijke inrichting is alleen nog het 17de-eeuwse beeld van Christus in het Graf bewaard gebleven. In de kerk vonden verschillende historische gebeurtenissen plaats, zoals de begrafenis van Bolesław Prus in 1912, hij overleed een paar blokken van de kerk in zijn appartement aan de ulica Wilcza.
De kerk raakte in de Tweede Wereldoorlog tijdens de Opstand van Warschau in 1944 beschadigd. Maar de kerk werd tussen 1949 en 1953 in klassieke stijl herbouwd.